# Barranca Fría
Barranca Fría är en ort i Mexiko.   Den ligger i kommunen Tetela de Ocampo och delstaten Puebla, i den sydöstra delen av landet, 150 km öster om huvudstaden Mexico City. Barranca Fría ligger 2 100 meter över havet och antalet invånare är 264.
Terrängen runt Barranca Fría är kuperad söderut, men norrut är den bergig. Runt Barranca Fría är det ganska tätbefolkat, med 67 invånare per kvadratkilometer. Närmaste större samhälle är Tetela de Ocampo, 2,5 km nordväst om Barranca Fría. I omgivningarna runt Barranca Fría växer i huvudsak blandskog.